# Radarwarnanlage

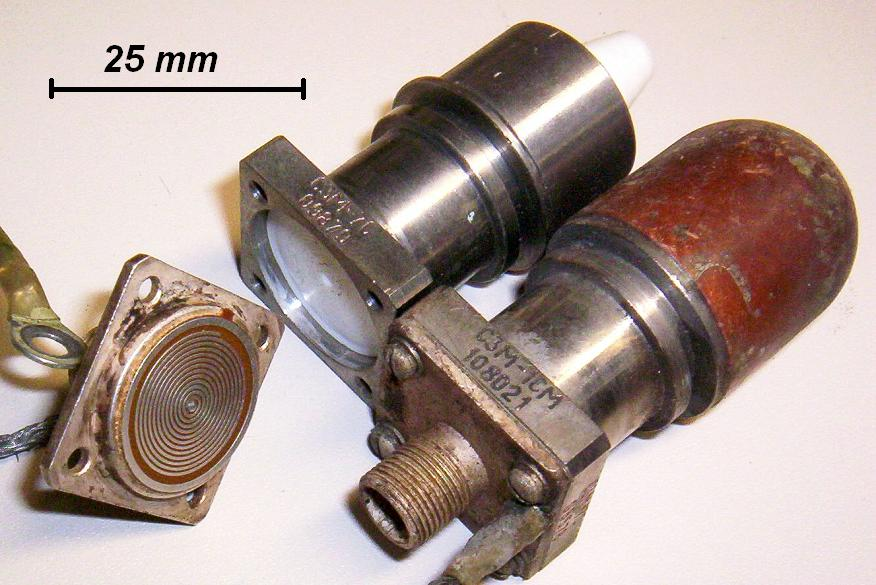
Radardetektor (oben zerlegt) eines sowjetischen Flugzeuges (Baujahr ca. 1978); links die Spiralantenne. Der Bereich der Schutzkappe aus braunem Bakelit (rechts) ragt durch die Flugzeug-Außenhaut

Eine Radarwarnanlage, auch Radarwarngerät, Radarwarnsystem, Radardetektor oder kurz Radarwarner, ist ein elektronisches Gerät, das die elektromagnetischen Wellen von Radaranlagen registrieren kann und eine Warnung davor abgibt oder andersartig darauf reagiert.

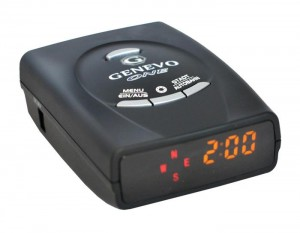
Bild eines mobilen Radarwarners aus Österreich.

Im einfachsten Fall besteht ein derartiges Gerät aus einer geeigneten Antenne mit nachgeschaltetem HF-Gleichrichter. Dieser bewirkt eine Demodulation der Radarimpulse und liefert ein im Hörbereich liegendes Signal der Impulsfolge (die Folgefrequenz liegt je nach Reichweite des Radargerätes bei ca. 100 bis 1000 Hz.).
Oft umfasst eine Radarwarnanlage jedoch eine oder mehrere Antennen und eine an den Empfänger angeschlossene Melde-/Kommandoanlage.

## Radarwarner im Straßenverkehr
Radar-Detektoren können in Kraftfahrzeugen eingesetzt werden, um vor Geschwindigkeitsüberwachungen mittels Dauerstrichradar zu warnen, noch bevor die Geschwindigkeit des Fahrzeugs erfasst wird. Es gibt auch sogenannte Radar Jammer, die durch Senden von Radiowellen versuchen, das CW-Radar zu stören.
In Deutschland ist zwar das Handeln und Besitzen dieser Geräte legal, das Betreiben oder betriebsbereite Mitführen im Fahrzeug jedoch seit 2002 verboten. Es stellt eine Ordnungswidrigkeit dar, deren Aufdeckung mindestens 75 Euro Bußgeld und einen Punkt im Fahreignungsregister sowie die Beschlagnahmung des Geräts nach sich zieht. In der Rechtsprechung werden Kaufverträge über Radarwarngeräte als sittenwidrig und deshalb nach § 138 BGB als nichtig eingestuft, so dass die Käufer unbrauchbare Geräte hinnehmen müssen.
Ein Urteil des BGH vom 25. November 2009 schließt die Rückgabe trotz Sittenwidrigkeit nicht mehr generell aus. Trotzdem bleibt für Käufer eine Rechtsunsicherheit, da in den meisten gerichtlichen Entscheidungen das Rückgaberecht verneint wird.
In Österreich und der Schweiz ist hingegen auch der Besitz und damit auch die Einfuhr aus dem Ausland untersagt. Erlaubt sind in Österreich hingegen solche Geräte, die in Navigationsgeräten oder Smartphones integriert sind und nur eine Anzeige von Radarstandorten ähnlich dem System der Point of Interest haben.
Von solchen Geräten zu unterscheiden sind Radaranlagen als Abstandswarner, die sowohl den Abstand als auch die Geschwindigkeitsdifferenz zu anderen Fahrzeugen überwachen und so zur Fahrsicherheit beitragen sollen und als Notbremsassistent seit 2024 bei Neuzulassungen vorgeschrieben sind.
Als Radarwarner oder Blitzerwarner werden auch Geräte bezeichnet, die vor Geschwindigkeitskontrollstellen warnen, selbst wenn diese nicht mit Radar arbeiten.

## Radardetektoren beim Militär
Militärische Radarwarnsysteme (RWS) sind Hilfsmittel zum Erkennen von Angriffen. RWS können in militärischen Fahrzeugen, Luftfahrzeugen oder Schiffen eingebaut oder tragbar sein. Sie erfassen elektromagnetische Ausstrahlungen von Radargeräten, werten diese aus, klassifizieren und priorisieren sie und zeigen optische oder akustisch an, wenn diese Ausstrahlungen als Indikator für eine Bedrohung bewertet werden. RWS sind Elektronische Unterstützungsmaßnahmen (EloUM) (englisch Electronic Support Measures (ESM)). In aller Regel unterliegen die technischen und betrieblichen Details dieser Geräte der Geheimhaltung.
Für diese Art von Geräten sind mehrere Begriffe gebräuchlich. Umgangssprachlich ist oft vom Radarwarner oder der Radarwarnanlage die Rede. In der deutschsprachigen Literatur werden sie meist als Radarwarnsystem (RWS) oder Radarwarnempfänger bezeichnet. Im Englischen ist in neueren Texten die Bezeichnung Radar Warning Receiver (RWR) üblich. In Dokumenten bis in die 1980er Jahre hinein wurde die Bezeichnung Radar Homing and Warning (RHAW) bzw. Radar Homing and Warning System, abgekürzt entweder RHWS oder RHAWS verwendet.

### Geschichte
Vorläufer der heutigen RWS waren die in den 1940er Jahren entwickelten und im Zweiten Weltkrieg eingesetzten Detektoren für den taktischen Einsatz.

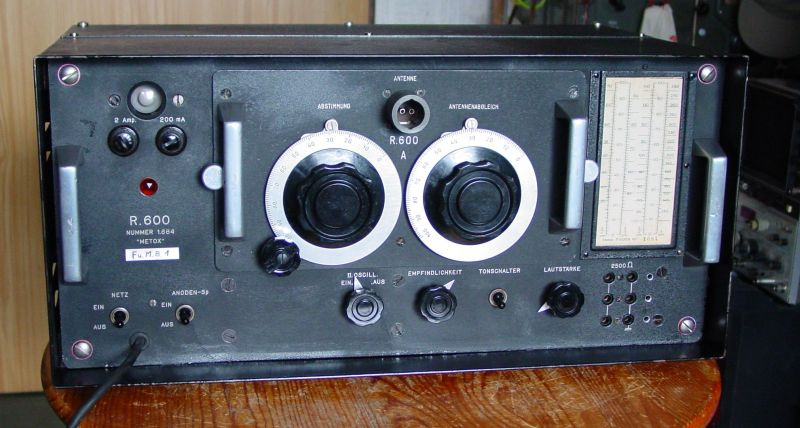
Radardetektor Metox

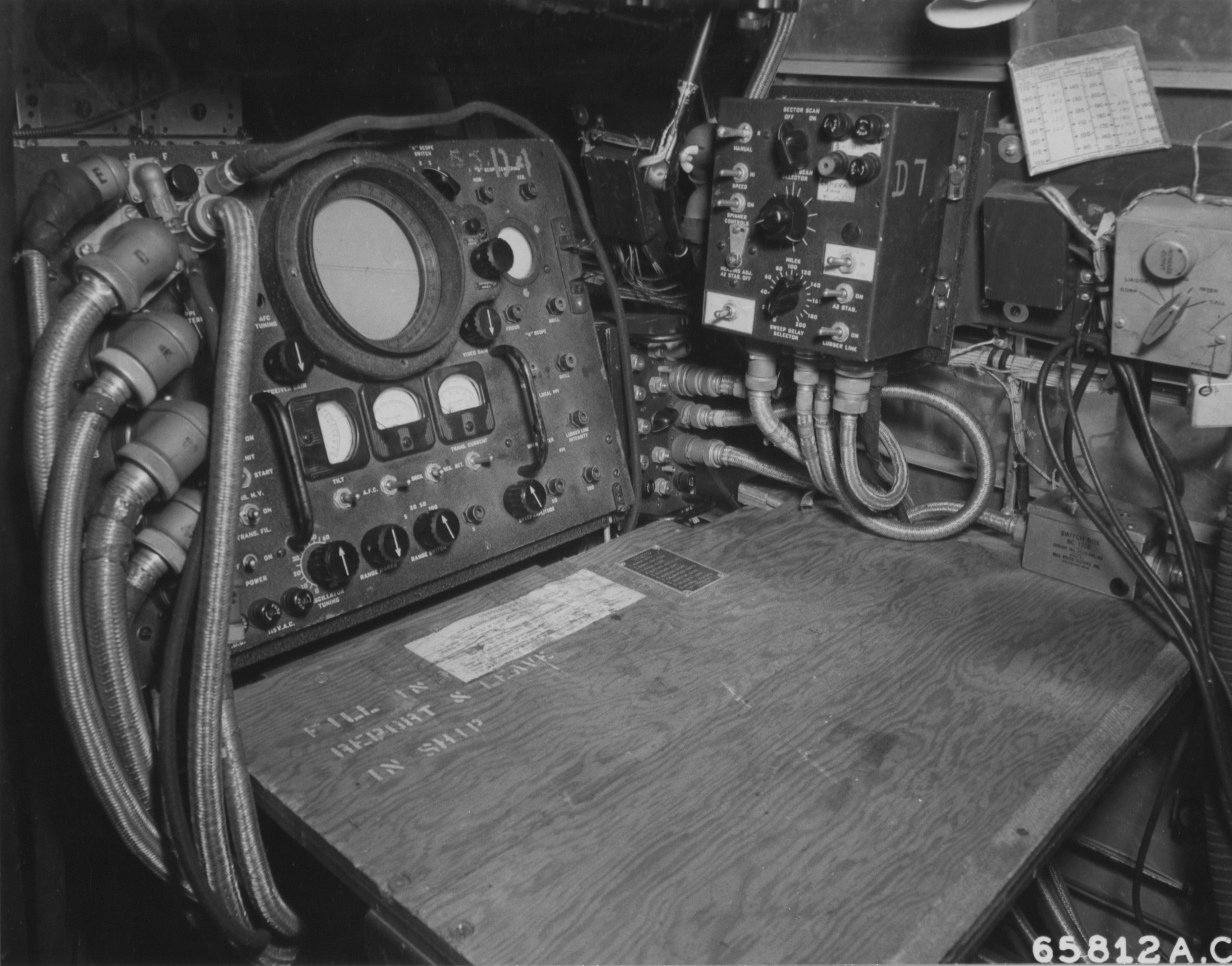
Arbeitsplatz H2X Radar (US-Version des britischen H2S in einer B-17)

#### Deutschland
In Deutschland wurde ab Herbst 1943 das FuG 350Z Naxos  in Nachtjagdflugzeuge eingebaut. Es konnte die Radarsignale des britischen und amerikanischen H2S Navigationsradargerätes erfassen und zeigte die Richtung zum Bomber an. Eine passive Suche nach alliierten Bombern ermöglichte auch das ab 1944 in deutsche Nachtjäger eingebaute FuG 227 Flensburg, welches die Arbeitsfrequenzen des im Heck alliierter Bomber eingebauten Warnradars Monica abdeckte. Bei der Marine war der Warnempfänger FuMB 1 Metox ab 1940 auf Schiffen und ab 1942 auch auf U-Booten eingebaut. Er gab eine akustische Warnung aus, wenn Signale insbesondere des in britischen Flugzeugen eingebauten ASV Mk II Radars erfasst wurden.

#### Großbritannien
In Großbritannien kam ab Anfang der 1940er Jahre bei der Royal Air Force (RAF) ein als Perfectos bezeichnetes Gerät in Mosquito Nachtjägern zum Einsatz. Damit konnte das in deutsche Flugzeuge eingebaute Freund-Feind-Kenngerät FuG 25 Erstling abgefragt und Richtung und Stärke des Antwortsignals angezeigt werden. Das ab 1943 in einigen RAF Nachtjägern eingebaute Gerät Serrate erfasste die Signale des deutschen Nachtjagdradargerätes Lichtenstein und zeigte Peilung und als Anhalt für die ungefähre Entfernung die Signalstärke an. Mit Hilfe dieser Informationen konnten Angriffe auf deutsche Nachtjäger mit passiver Ortung geflogen werden. Der Warnempfänger Boozer war in britischen Bombern eingebaut. Er zeigte eine Erfassung des Flugzeuges durch das deutsche Flak-Radar Würzburg bzw. das im gleichen Frequenzband sendende Lichtenstein-Radar der Nachtjäger an.

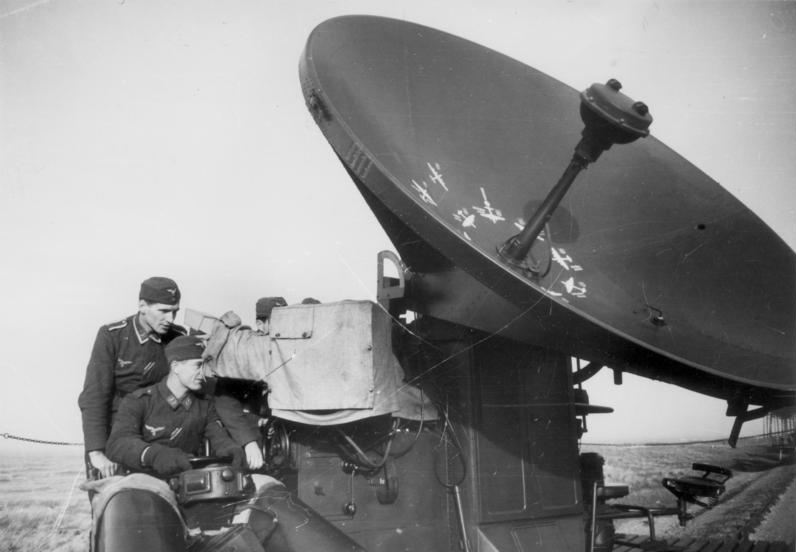
Würzburg Flak-Radar der Wehrmacht

#### USA
Die USA entwickelten in den 1940er Jahren den Empfänger APR-3. Dieser kam ab Mai 1944 in Boeing B-17 Bombern zum Einsatz und überwachte das Frequenzband der deutschen Radargeräte Würzburg und Lichtenstein. Es konnte Peilung und Signalstärke anzeigen und so Abwehrmaßnahmen ermöglichen.

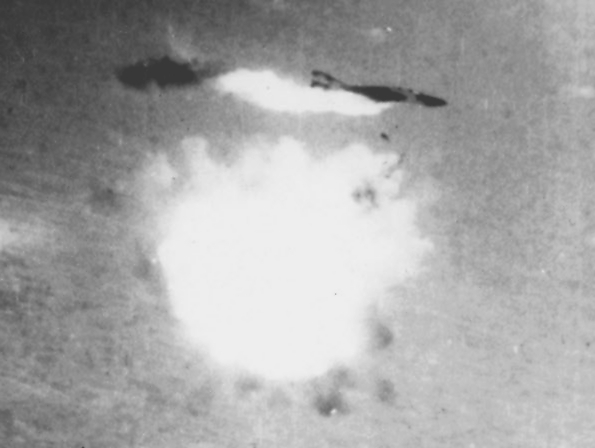
Abschuss einer RF-4C über Vietnam (August 1967)

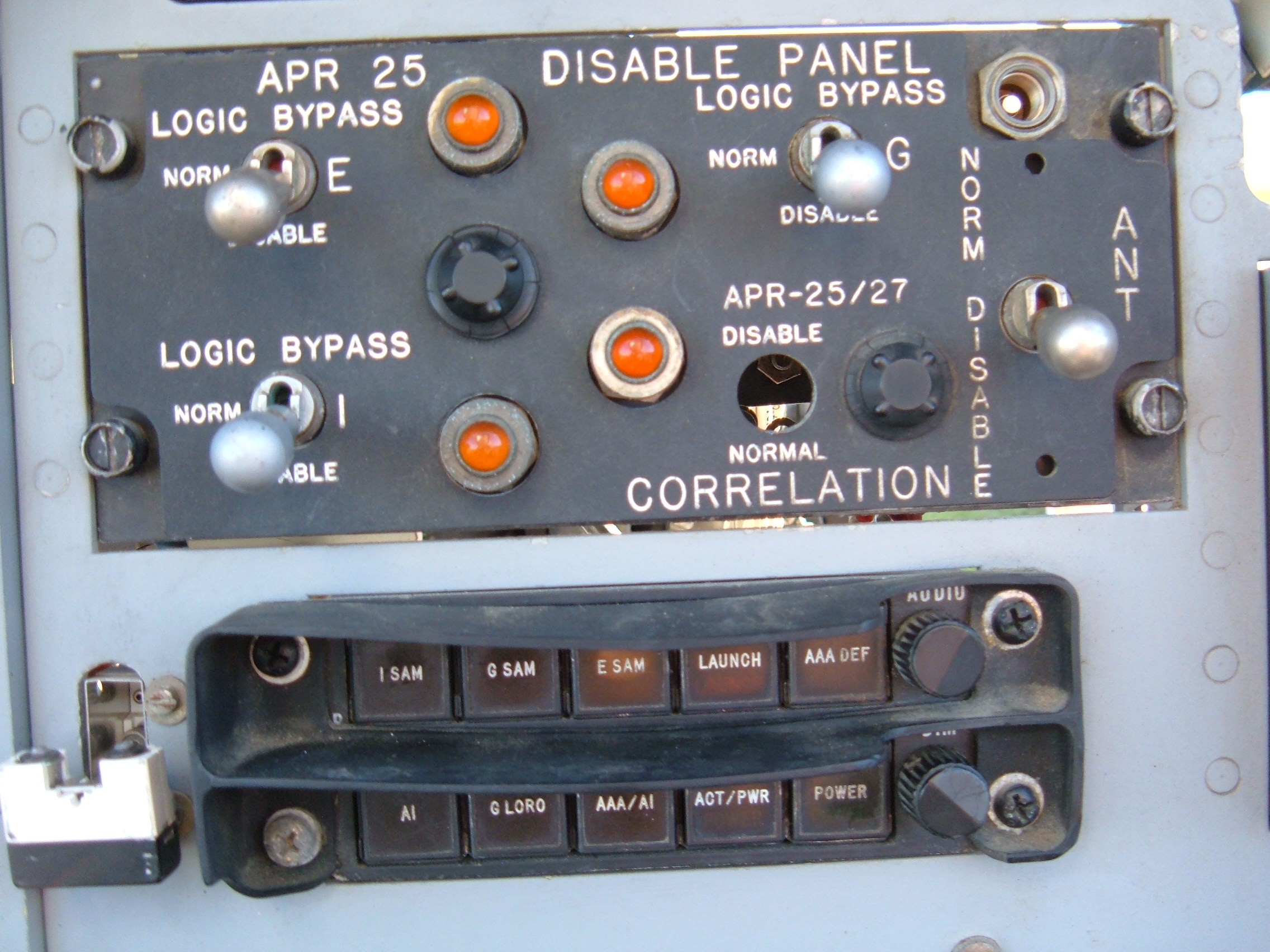
Bedienpanel des AN/APR-25 Radarwarnempfängers

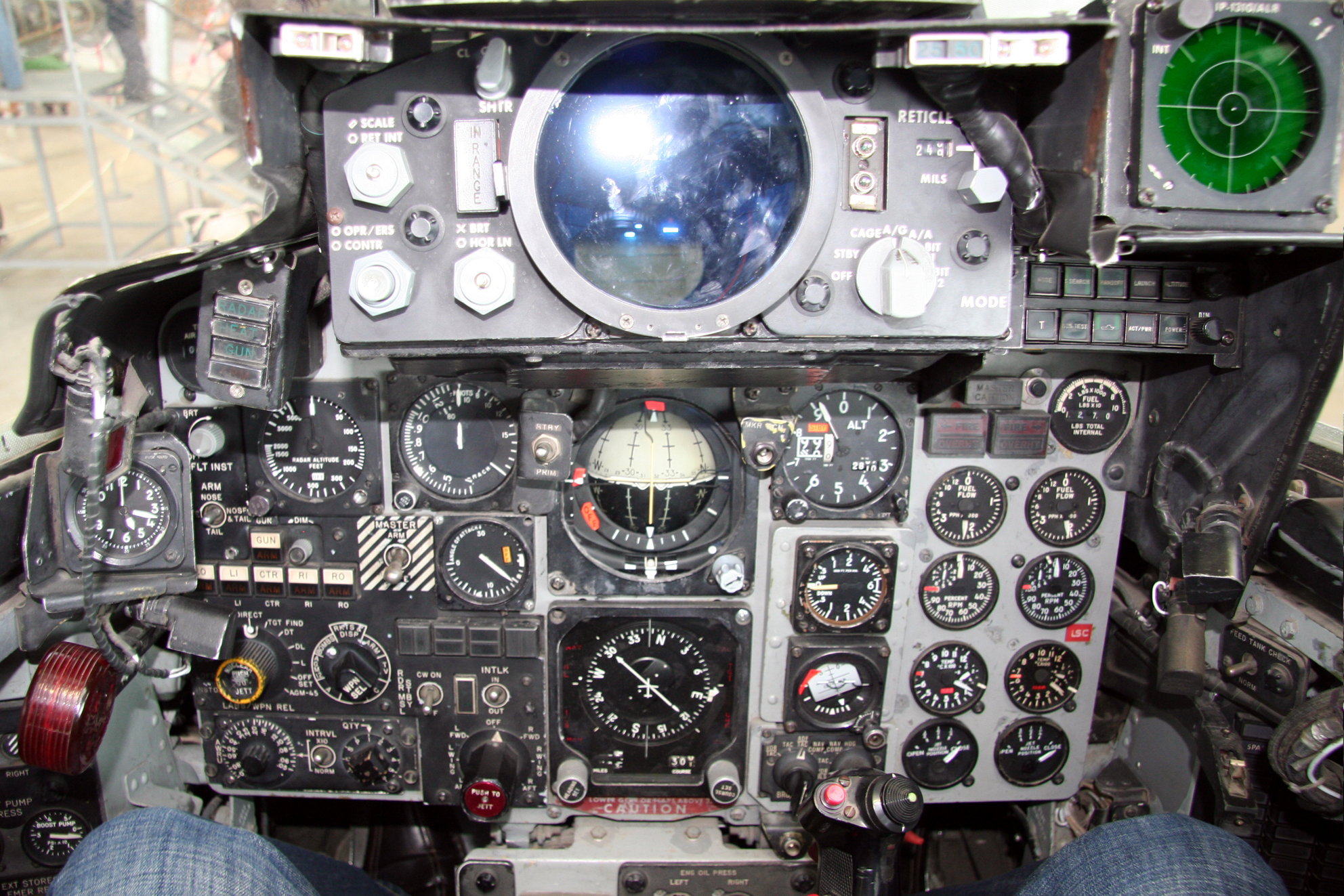
RWS Anzeige und Bedienelement im Cockpit einer F-4 Phantom (oben rechts)

#### Vietnam-Krieg
Erste RWS mit der heute üblichen automatischen Funktionsweise und einer Rundumsichtanzeige (englisch Plan Position Indicator (PPI)) wurden in der zweiten Hälfte der 1960er Jahre in den USA entwickelt. Hohe amerikanische Flugzeugverluste durch Flugabwehrraketen während des Vietnamkrieges waren Auslöser für eine beschleunigte Entwicklung. Der von Applied Technology entwickelte AN/APR-25 wurde schnell in Serie gefertigt und in jedes in Reichweite von radargesteuerten Flugabwehrsystemen des Vietcong operierende Kampfflugzeug eingerüstet. Er wurde durch den AN/APR-26 ergänzt, der auf die Lenksignale der SA-2 Flugabwehrrakete reagierte. Das AN/APR-25 wurde fortlaufend entsprechend neuer Erkenntnisse über die Bedrohungen weiterentwickelt und ist Ursprung einer ganzen Reihe von Folgemodellen.

#### Digitalisierung
Das erste programmierbare digitale RWS war das AN/ALR-46. Zuvor arbeiteten die Geräte analog und waren nur umständlich an Änderungen der Bedrohung oder neue Erkenntnisse über Bedrohungsparameter anzupassen. Zudem bestand mit diesem Gerät erstmals die Möglichkeit, einen Störbehälter (englisch ECM-pod) durch das RWS zu steuern. Dieses Verfahren trug den Codenamen Compass Tie.
Heute gehören digitale RWS zur Standardausrüstung beim Militär.

### Anwendung
RWS sind bei Landstreitkräften meist eine Ergänzung. Sie sind z. B. in einige neuere Panzer eingebaut oder dienen bei Flugabwehrsystemen kurzer Reichweite als passive Sensoren, wie beispielsweise der Radarempfänger 9S16 im russischen Waffensystem 9K31 Strela-1 (NATO-Codename SA-9 Gaskin).  Weiter verbreitet sind auf Grund des Bedrohungsspektrums Laserwarngeräte. Auf Grund der Verbreitung moderner Gefechtsfeldradargeräte gibt es Pläne, Soldaten mit tragbaren Warngeräten auszurüsten.
Radar ist für Lageübersicht und Waffeneinsatz in der Seekriegsführung essentiell. Da auf Schiffen mehr Platz zur Verfügung steht und auch die Energieversorgung geringeren Restriktionen unterliegt als in den meisten Luftfahrzeugen, können hier größere und leistungsfähigere Anlagen eingebaut werden. Zudem können auf Schiffen mehr und größere Antennen angebracht werden. Die leistungsfähigen und komplexen Geräte an Bord werden meist nicht als RWS, sondern als ESM Ausrüstung bezeichnet. Oft werden diese Anlagen auch mit Stör- und Täuschsendern zu ESM/ECM Anlagen gekoppelt.
Bei den Luftstreitkräften sind RWS für Kampfflugzeuge und Kampfhubschrauber zu einer Standardausrüstung geworden. Die Geräte sind in der Regel kompakt, voll digitalisiert, schnell an Bedrohungsänderungen anzupassen und decken ein breites Frequenzspektrum und eine Vielzahl von Betriebsarten ab. Inzwischen werden immer häufiger auch Transport- und Unterstützungsluftfahrzeuge mit RWS ausgestattet.

### Funktion
Militärische RWS verfügen meist über mehrere Antennen, die eine möglichst kugelförmige 360°-Grad Abdeckung sicherstellen. Die Geräte verfügen über Breitbandempfänger mit nachgeschalteter Signalaufbereitung, die mindestens Amplitude, Frequenzbereich, Pulsdauer, Pulsfolgefrequenz und Abtastart für eine Auswertung bereitstellt. Die gemessenen Parameter werden mit den in einer Bedrohungsdatenbank gespeicherten Werten verglichen. Bei Übereinstimmung erfolgt eine Anzeige. Auf einer Rundsichtanzeige wird die Richtung des Bedrohungssignals relativ zur Fahrzeuglängsachse, ein Anhalt für die Entfernung basierend auf der empfangenen Feldstärke des Signals und die Art der Bedrohung dargestellt. Zugleich wird ein Audiosignal generiert. Bei mehreren zeitgleich vorliegenden Bedrohungssignalen kommen nur die am höchsten priorisierten zur Anzeige.
Russische Systeme, wie z. B. der Sirena Warnempfänger, verwenden zur Richtungsanzeige anstelle eines Bildschirms mehrere Lämpchen, die um ein Flugzeugsymbol herum angeordnet sind und durch Aufleuchten den entsprechenden Quadranten oder Sektor anzeigen.

### Reaktionen
Bei einem erkannten Angriff können je nach Gerätetyp und Einstellungen entweder automatisch Selbstschutzmaßnahmen ausgelöst werden oder es erfolgen manuelle Abwehrmaßnahmen. Grundsätzlich sind lageabhängig folgende Reaktionen möglich:
- Waffeneinsatz
- Elektronische Gegenmaßnahmen
- Ausstoß von Täuschkörpern
- Ausweich-/Abwehrmanöver

### Radarwarnsysteme (Beispiele)
Flugzeuge USA/NATO:
- AN/APR-39[20]
- AN/ALR-502[21]
- AN/ALR-69
- AN/ALR-94

Flugzeuge Russland:
- SPO-10 Sirena 3[22]
- SPO-15 Beryoza[23]

Schiffe:
- FL-1800
- AN/SLQ-32
- UME & SME Familie von Saab[24]

## Weitere Anwendungen
Einhandsegler, die alleine auf einem Segelboot unterwegs sind, verwenden Radarwarngeräte, um sich im Schlaf durch Radarsignale herannahender Schiffe wecken zu lassen.